# Guo Wei
Guo Wei (in cinese: 郭偉,; 31 luglio 1983) è un ex pattinatore di short track cinese.

## Palmarès

### Olimpiadi
- 1 medaglia:
  - 1 bronzo (5000 m staffetta a Salt Lake City 2002).